# Cap Kannon
Le cap Kannon (観音崎, Kannon-zaki) est le cap qui délimite du côté ouest la baie de Tokyo. Il est situé administrativement dans la ville de Yokosuka (préfecture de Kanagawa). Il est connu pour son phare, le premier de style occidental à avoir été construit au Japon.